# OBOS-ligaen 2021
Die OBOS-ligaen 2021 war die insgesamt 59. Spielzeit der zweithöchsten norwegischen Fußballliga und die siebente unter dem Namen OBOS-ligaen. Die Saison sollte ursprünglich am 5. April beginnen mit Abschluss der Punktspielrunde am 7. November 2021; anschließend sollte bis 27. November 2021 die Aufstiegsrunde stattfinden. Aufgrund anhaltend hoher Infektionszahlen in der Covid-19-Pandemie wurde der Saisonstart zunächst auf das erste Maiwochenende verlegt, am 31. März wurde der Auftakt schließlich auf den 15. Mai terminiert. Am 15. April wurde der neue Spielplan publiziert mit dem 27. November 2021 als letztem Spieltag der regulären Serie.
Die Aufsteiger der vergangenen Saison Tromsø und Lillestrøm wurden durch die Absteiger aus der Eliteserie Aalesund und Kristiansand ersetzt. Aus der PostNord-Liga kamen Bryne und Fredrikstad hinzu und ersetzten die Absteiger Kongsvinger und Øygarden FK.
Meister wurden die Hamarkameratene, die damit nach 13 Jahren in die Erstklassigkeit zurückkehrten. Aalesund wurde Zweiter und gelang nach einem Jahr die direkte Rückkehr in die Eliteserie. Der Tabellendritte Jerv qualifizierte sich in der Aufstiegsrunde für das Finale und setzte sich hier auch gegen den 14. der Eliteserie Brann Bergen durch. Als Absteiger mussten Strømmen nach zwölf Jahren sowie Ullensaker/Kisa nach sechs Jahren in der 1. Division den direkten Gang in die dritte Liga antreten, während Stjørdal im zweiten Jahr in Folge den Klassenerhalt in der Relegation schaffte.
Torschützenkönig wurde Oscar Aga von Grorud mit 24 erzielten Treffern.

## Modus
Die 16 Mannschaften spielten an 30 Spieltagen in einer Hin- und einer Rückrunde jeweils zweimal gegeneinander. Der Meister und der Zweitplatzierte stiegen direkt in die Eliteserie auf. Der Sieger der Aufstiegsrunde hatte die Möglichkeit, in zwei Play-off-Spielen gegen den 14. der Eliteserie aufzusteigen. Die letzten zwei Mannschaften stiegen direkt in die PostNord-Liga ab, der Drittletzte musste in die Relegation gegen den Abstieg.

## Mannschaften
| Team               | Stadt        | Stadion               | Kapazität |
| ------------------ | ------------ | --------------------- | --------- |
| Åsane Fotball      | Bergen       | Myrdal Stadion        | 2.180     |
| Aalesunds FK       | Ålesund      | Color-Line-Stadion    | 10.7780   |
| Bryne FK           | Bryne        | Bryne-Stadion         | 10.1330   |
| Fredrikstad FK     | Fredrikstad  | Fredrikstad-Stadion   | 12.5600   |
| Grorud IL          | Oslo         | Grorud Matchbane      | 1.700     |
| Ham-Kam            | Hamar        | Briskeby Arena        | 7.800     |
| FK Jerv            | Grimstad     | Levermyr Stadion      | 3.300     |
| Start Kristiansand | Kristiansand | Sparebanken-Sør-Arena | 14.5630   |
| KFUM Oslo          | Oslo         | KFUM Arena            | 1.500     |
| Ranheim Fotball    | Trondheim    | Extra Arena           | 3.000     |
| Raufoss IL         | Raufoss      | Nammo Stadion         | 1.800     |
| Sandnes Ulf        | Sandnes      | Øster Hus Arena       | 6.043     |
| Sogndal Fotball    | Sogndal      | Fosshaugane Campus    | 5.622     |
| IL Stjørdals-Blink | Stjørdal     | Nye Blinkbanen        | 1.000     |
| Strømmen IF        | Strømmen     | Strømmen Stadion      | 1.850     |
| Ullensaker/Kisa IL | Jessheim     | Jessheim-Stadion      | 4.500     |

## Abschlusstabelle
| Pl.               | Verein                 | Sp. | S  | U  | N  | Tore    | Diff. | Punkte |
| ----------------- | ---------------------- | --- | -- | -- | -- | ------- | ----- | ------ |
| 1.                | Ham-Kam                | 30  | 21 | 6  | 3  | 062:210 | +41   | 69     |
| 2.                | Aalesunds FK (A)       | 30  | 16 | 10 | 4  | 068:430 | +25   | 58     |
| 3.                | FK Jerv                | 30  | 15 | 9  | 6  | 049:460 | +3    | 54     |
| 4.                | Fredrikstad FK (N)     | 30  | 15 | 7  | 8  | 060:420 | +18   | 52     |
| 5.                | KFUM Oslo              | 30  | 12 | 8  | 10 | 046:450 | +1    | 44     |
| 6.                | Sogndal Fotball        | 30  | 11 | 9  | 10 | 040:350 | +5    | 42     |
| 7.                | Åsane Fotball          | 30  | 11 | 7  | 12 | 044:530 | −9    | 40     |
| 8.                | Sandnes Ulf            | 30  | 10 | 9  | 11 | 043:490 | −6    | 39     |
| 9.                | Start Kristiansand (A) | 30  | 10 | 8  | 12 | 059:590 | ±0    | 38     |
| 10.               | Bryne FK (N)           | 30  | 11 | 4  | 15 | 044:480 | −4    | 37     |
| 11.               | Raufoss IL             | 30  | 10 | 5  | 15 | 051:540 | −3    | 34 1   |
| 12.               | Ranheim Fotball        | 30  | 9  | 7  | 14 | 056:620 | −6    | 34     |
| 13.               | Grorud IL              | 30  | 10 | 4  | 16 | 045:590 | −14   | 34     |
| 14.               | IL Stjørdals-Blink     | 30  | 8  | 7  | 15 | 032:500 | −18   | 31     |
| 15.               | Ullensaker/Kisa IL     | 30  | 7  | 8  | 15 | 034:500 | −16   | 29     |
| 16.               | Strømmen IF            | 30  | 4  | 12 | 14 | 032:490 | −17   | 24     |
| Stand: Saisonende |                        |     |    |    |    |         |       |        |

Platzierungskriterien: 1. Punkte – 2. Tordifferenz – 3. geschossene Tore

| (A) | Absteiger aus der Eliteserie 2020     |
| (N) | Aufsteiger aus der PostNord-Liga 2020 |

## Kreuztabelle
Die Kreuztabelle stellt die Ergebnisse aller Spiele dar. Die Heimmannschaft ist in der linken Spalte, die Gastmannschaft in der oberen Zeile aufgelistet.
| Heim- / Gastmannschaft | Åsane Fotball | Aalesunds FK | Bryne FK | Fredrikstad FK | Grorud IL | Ham-Kam | FK Jerv | Start Kristiansand | KFUM Oslo | Ranheim Fotball | Raufoss IL | Sandnes Ulf | Sogndal Fotball | IL Stjørdals-Blink | Strømmen IF | Ullensaker/Kisa IL |
| ---------------------- | ------------- | ------------ | -------- | -------------- | --------- | ------- | ------- | ------------------ | --------- | --------------- | ---------- | ----------- | --------------- | ------------------ | ----------- | ------------------ |
| Åsane Fotball          | –             | 1:6          | 2:1      | 2:3            | 3:1       | 0:4     | 1:1     | 2:0                | 3:0       | 1:3             | 2:1        | 2:2         | 1:0             | 1:1                | 2:1         | 3:3                |
| Aalesunds FK           | 2:0           | –            | 2:1      | 2:2            | 6:2       | 1:1     | 1:1     | 3:2                | 1:0       | 1:1             | 4:2        | 2:2         | 3:0             | 5:1                | 3:2         | 4:2                |
| Bryne FK               | 1:1           | 2:3          | –        | 0:1            | 3:2       | 1:1     | 2:0     | 4:2                | 1:1       | 5:2             | 3:1        | 0:1         | 0:1             | 1:0                | 0:2         | 2:0                |
| Fredrikstad FK         | 2:3           | 2:2          | 3:1      | –              | 2:2       | 0:1     | 4:0     | 2:2                | 2:1       | 3:1             | 1:1        | 2:1         | 2:1             | 5:1                | 3:1         | 2:0                |
| Grorud IL              | 3:2           | 1:2          | 4:2      | 1:2            | –         | 1:2     | 2:3     | 1:4                | 2:2       | 3:2             | 2:1        | 1:0         | 1:2             | 1:2                | 1:0         | 0:2                |
| Ham-Kam                | 1:2           | 2:3          | 3:0      | 1:0            | 2:2       | –       | 3:1     | 3:2                | 3:0       | 3:0             | 2:1        | 3:1         | 2:1             | 3:0                | 2:0         | 3:0                |
| FK Jerv                | 3:1           | 2:2          | 2:1      | 3:2            | 0:0       | 0:2     | –       | 3:2                | 1:1       | 2:1             | 2:0        | 1:0         | 1:0             | 2:1                | 1:1         | 3:3                |
| Start Kristiansand     | 1:1           | 2:2          | 2:3      | 2:6            | 3:0       | 1:4     | 2:4     | –                  | 2:3       | 3:1             | 1:1        | 2:2         | 1:1             | 4:1                | 3:2         | 1:3                |
| KFUM Oslo              | 3:1           | 2:4          | 0:1      | 2:1            | 2:0       | 0:2     | 4:1     | 0:2                | –         | 2:1             | 3:2        | 1:1         | 3:1             | 1:0                | 1:1         | 4:0                |
| Ranheim Fotball        | 2:2           | 3:3          | 2:4      | 1:1            | 1:0       | 0:4     | 3:4     | 1:1                | 1:3       | –               | 4:2        | 4:0         | 0:4             | 1:0                | 5:2         | 5:1                |
| Raufoss IL             | 1:1           | 4:2          | 4:1      | 0:1            | 2:4       | 2:1     | 3:0     | 1:3                | 5:1       | 0:4             | –          | 1:0         | 1:2             | 5:2                | 4:2         | 0:2                |
| Sandnes Ulf            | 3:2           | 0:0          | 2:0      | 2:1            | 2:3       | 1:2     | 0:2     | 1:2                | 1:1       | 5:4             | 1:1        | –           | 0:2             | 2:1                | 3:2         | 2:1                |
| Sogndal Fotball        | 3:1           | 2:0          | 0:0      | 1:2            | 1:0       | 1:1     | 1:1     | 1:1                | 3:2       | 1:2             | 2:1        | 2:2         | –               | 1:1 1              | 1:1         | 1:1                |
| IL Stjørdals-Blink     | 0:1           | 1:0          | 2:1      | 3:0            | 2:0       | 0:1     | 2:2     | 2:2                | 1:1       | 1:0             | 0:1        | 1:2         | 2:1             | –                  | 1:1         | 0:0                |
| Strømmen IF            | 1:0           | 0:0          | 0:2      | 1:1            | 1:3       | 0:0     | 2:3     | 2:1                | 1:1       | 0:0             | 1:1        | 2:2         | 0:2             | 1:2                | –           | 2:1                |
| Ullensaker/Kisa IL     | 0:1           | 0:1          | 2:1      | 3:2            | 1:2       | 0:0     | 0:0     | 1:3                | 0:1       | 1:1             | 0:2        | 1:2         | 2:1             | 4:1                | 0:0         | –                  |
| Stand: Saisonende      |               |              |          |                |           |         |         |                    |           |                 |            |             |                 |                    |             |                    |

## Aufstiegsrunde
Die Mannschaften auf den Plätzen 3 bis 6 qualifizierten sich für die Aufstiegsrunde, die im K.-o.-System ausgetragen wurde. Der Sieger qualifizierte sich für die Teilnahme am Relegationsspiel gegen den Vierzehnten der Eliteserie.
Erste Runde (Fünftplatzierter gg. Sechstplatzierter, 1. Dezember 2021)
|           | Ergebnis |                 |
| --------- | -------- | --------------- |
| KFUM Oslo | 1:0      | Sogndal Fotball |

Zweite Runde (Viertplatzierter gg. Sieger der ersten Runde, 6. Dezember 2021)
|                | Ergebnis              |           |
| -------------- | --------------------- | --------- |
| Fredrikstad FK | 3:3 n. V. (4:5 i. E.) | KFUM Oslo |

Dritte Runde (Drittplatzierter gg. Sieger der zweiten Runde, 12. Dezember 2021)
|         | Ergebnis              |           |
| ------- | --------------------- | --------- |
| FK Jerv | 1:1 n. V. (5:3 i. E.) | KFUM Oslo |

Finale
Der Sieger der Aufstiegsrunde spielte in einer einfachen Partie gegen den Vierzehnten der Eliteserie. Das Spiel fand am 15. Dezember 2021 auf neutralem Platz in der Intility Arena in Oslo statt.
|              | Ergebnis              |         |
| ------------ | --------------------- | ------- |
| Brann Bergen | 4:4 n. V. (7:8 i. E.) | FK Jerv |

## Relegation
Der Vierzehnte der OBOS-Liga spielte gegen den Gewinner der Play-offs der beiden Gruppenzweiten der PostNord-Liga, IL Hødd. Die Spiele fanden am 1. und 4. Dezember 2021 statt. Stjørdals-Blink setzte sich durch und konnte wie im Vorjahr den Abstieg verhindern.
|         | Gesamt |                    | Hinspiel | Rückspiel |
| ------- | ------ | ------------------ | -------- | --------- |
| IL Hødd | 3:5    | IL Stjørdals-Blink | 3:2      | 0:3       |

## Torschützenliste
Bei gleicher Anzahl von Treffern sind die Spieler alphabetisch geordnet.
| Pl.               | Name                 | Team               | Tore |
| ----------------- | -------------------- | ------------------ | ---- |
| 1                 | Oscar Aga            | Grorud IL          | 24   |
| 2                 | Sigurd Haugen        | Aalesunds FK       | 21   |
| 3                 | Elias Hoff Melkersen | Ranheim Fotball    | 17   |
| 4                 | Eman Markovic        | Start Kristiansand | 16   |
| 5                 | Jonas Enkerud        | Ham-Kam            | 13   |
| 5                 | Kristian Eriksen     | Ham-Kam            | 13   |
| 5                 | Erlend Hustad        | Sandnes Ulf        | 13   |
| 5                 | Taofeek Ismaheel     | Fredrikstad FK     | 13   |
| 9                 | Joacim Holtan        | Bryne FK           | 11   |
| 9                 | Alagie Sanyang       | KFUM Oslo          | 11   |
| 9                 | Nicolay Solberg      | Fredrikstad FK     | 11   |
| Stand: Saisonende |                      |                    |      |